# Ромашка (село)
Рома́шка —  село в Україні, у Чернівецькій селищній громаді Могилів-Подільського району Вінницької області. Населення становить 13 осіб.

## Історія
7 (20) листопада 1917 року, відповідно до Третього Універсалу Української Центральної Ради, увійшло до складу Української Народної Республіки.
12 червня 2020 року, відповідно до Розпорядження Кабінету Міністрів України № 707-р «Про визначення адміністративних центрів та затвердження територій територіальних громад Вінницької області», увійшло до складу Чернівецької селищної громади.
19 липня 2020 року, в результаті адміністративно-територіальної реформи та ліквідації Чернівецького району, село увійшло до складу новоутвореного Могилів-Подільського району.